# Eyes On Me

Hình ảnh trong bài hát

Eyes On Me là tên một bài hát trong trò chơi Final Fantasy VIII, do Nobuo Uematsu sáng tác, phần lời do Kako Someya viết (trong thế giới của Final Fantasy VIII, bài hát này được sáng tác và viết lời bởi nhân vật Julia Heartilly). Giai điệu của bài hát xuất hiện nhiều lần trong suốt trò chơi dưới dạng các tiểu phẩm khí nhạc không lời khác nhau, trong đó có một bản được đặt tên là Julia, toàn bộ bài hát xuất hiện trong trường đoạn khi hai nhân vật chính - Squall Leonhart và Rinoa Heartilly - ở cùng nhau trên con tàu Ragnarok và ở đoạn kết của trò chơi. Nobuo Uematsu đã chọn Faye Wong để trình bày Eyes on me, và bài hát đã giúp cho cô ca sĩ Hồng Kông này được thính giả ở ngoài Đông Á biết đến. Đây cũng là một trong những bài hát được bán chạy nhất ở Nhật Bản và cũng đã nhận được một số giải thưởng âm nhạc.
Năm 2005, bài hát đã được Angela Aki thu âm lại trong đĩa đơn Kokoro no senshi của cô.

## Nội dung
Lời bài hát nói về tình cảm của một ca sĩ hát trong một quán bar đối với một trong số những khán giả của mình và niềm hi vọng của cô gái về một tình yêu đích thực. Đây cũng là tâm sự của Julia Heartilly với Laguna Loire - một nhân vật khác trong trò chơi.